# 江苏省溧水高级中学
江苏省溧水高级中学（又称溧水中学）是南京市辖区内的一所县级中学。

## 学校简史
- 1933年建校，前身为应当地乡绅李伯纯遗训所建的溧水私立伯纯初级中学
- 1950年9月更名为溧水初级中学
- 1955年因增设高中部，更名为溧水县中学
- 1980年被评为江苏省首批合格重点中学
- 2001年7月高中部迁入金蛙路新校区，原校区仅作初中教育
- 2004年6月，县政府决定初中和高中分设，初中部被命名为"溧水县第一初级中学"
- 2004年7月，学校晋升四星级高中
- 2011年，学校通过四星级高中的复审